# Académie militaire royale hongroise Ludovika
L'Académie militaire royale hongroise Ludovika (en hongrois : Magyar Királyi Honvéd Ludovika Akadémia) ou Ludoviceum est un édifice de style classique situé dans le 8e arrondissement de Budapest, sur Üllői út. Ancien bâtiment de l'armée fermé en 1945, il abrite désormais l'Université nationale de l'administration publique.